# チェーンストークス呼吸

（上から）正常な呼吸、ビオー呼吸、クスマウル呼吸、チェーンストークス呼吸のスパイログラム。

チェーンストークス呼吸（チェーンストークスこきゅう、英: Cheyne-Stokes respiration）とは、数十秒間程度の無呼吸が続いた後、外呼吸を再開すると1回換気量が次第に増加し、極大に達すると今度は1回換気量が減少して、再び数十秒間の無呼吸に至るというサイクルが続く、異常な外呼吸の仕方である。交代性無呼吸とも呼ばれる。

## 病態
チェーンストークス呼吸は呼吸中枢の低酸素症（脳出血、脳梗塞）、動脈血循環の不良、低酸素血症のいずれかが原因となる。中枢神経系の異常、鬱血性心不全、重度の腎臓疾患、肺炎、睡眠薬など中枢抑制作用のある薬物による中毒、全身麻酔、乏血、失神、瀕死時などに認められる。

## 名称
名称の由来は発見者であるイギリスの内科医ジョン・チェーンとアイルランドの内科医ウィリアム・ストークスから来ている。